# Colette Deréal
 (novembre 2023).
Si vous disposez d'ouvrages ou d'articles de référence ou si vous connaissez des sites web de qualité traitant du thème abordé ici, merci de compléter l'article en donnant les références utiles à sa vérifiabilité et en les liant à la section « Notes et références ».
Colette de Glarélial, dite Colette Deréal, est une actrice et chanteuse française, née le 22 septembre 1927 à Saint-Cyr-l'École (Seine-et-Oise) et morte le 12 avril 1988 à Monaco.

## Biographie
Quelques mois après sa naissance, sa famille s'installe à Marseille mais Colette passe son adolescence à Juan-les-Pins qui restera cher à son cœur.
Sa marraine, Marguerite Herleroy, trouve qu'elle a une très jolie voix de soprano colorature et la présente au compositeur Reynaldo Hahn, qui en l'écoutant lui promet une carrière dans l'art lyrique. Rendez-vous est pris Salle Pleyel, Colette a quinze ans. Mais en raison du trac et d'un rhume, c'est l'échec.  En 1948 elle est élue Miss Cannes puis première dauphine de Miss France 1949-48. Colette Deréal décide de se tourner vers le théâtre et « monte » à Paris, elle entre au Cours Simon où elle reste quatre ans.
Julien Duvivier la remarque et lui propose un rôle dans Au royaume des cieux aux côtés de Serge Reggiani. C'est le début d'une carrière cinématographique de 24 films, Colette Deréal tourne entre autres Cet homme est dangereux avec Eddie Constantine, qui la conduit à Hollywood où elle tourne Le Petit Garçon perdu (Little Boy Lost) de George Seaton avec Bing Crosby (1953), Success Train, un épisode de la série télévisée Douglas Fairbanks Jr. Presents (1955) et La Route joyeuse (The Happy Road) de et avec Gene Kelly (1957). L'Amérique lui propose alors un contrat de sept ans, mais le mal du pays l'emporte : trop attachée à ses racines, elle refuse. Parallèlement à cette carrière cinématographique, elle se consacre beaucoup au théâtre.
Puis elle commence une carrière de meneuse de revues où elle a pour partenaires Roger Pierre et Jean-Marc Thibault à l'Alhambra. Ensuite Jean Poiret et Michel Serrault l'accaparent dans la revue Vive de... : c'est pour elle le triomphe et certains journaux n'hésiteront pas à compléter « Vive Deréal ».
Elle tourne aussi pour la télévision plusieurs épisodes des Cinq Dernières Minutes. Le dernier, intitulé Sans en avoir l'air, où elle interprète la chanson Ne joue pas de Jean Constantin, fait découvrir à la France Colette Deréal chanteuse. Bien que diffusé un 14 août 1959, le standard de la RTF, submergé d'appels, saute. On veut tout savoir sur cette chanteuse : « où trouver le disque ? » Le disque n'existe pas. Devant cette fervente demande, le disque est pressé et commercialisé quelques jours plus tard : 100 000 exemplaires sont vendus en un mois…
Au début des années 1960, c'est Bobino en vedette américaine de Jacques Brel, puis une tournée aux côtés de Gilbert Bécaud, avant de revenir en vedette à Bobino en 1961, 1963 et 1965. C'est la consécration à l'Olympia où Bruno Coquatrix programme Colette Deréal en décembre 1963 avec Alice Dona en lever du rideau et Leny Escudero en vedette américaine. Elle reçoit également en 1960 la coupe « Révélation » de Télé 7 Jours. En 1961, Colette représente la Principauté de Monaco au Concours Eurovision de la chanson qui se déroule à Cannes. Elle y interprète Allons, allons les enfants de Pierre Delanoë et Hubert Giraud, une jolie chanson à l'intention des enfants sur l'amour qui arrive au printemps : 
Allons les enfants, aujourd'hui la vie est belle ;
J'ai le cœur content de vous dire la nouvelle ;
Ce n'est pas le jour de gloire, de victoire, ni le jour de l'an ;
C'est le jour du printemps.
Allons les enfants, ouvrez grandes vos oreilles ;
Écoutez le chant des ruisseaux qui se réveillent ;
Et vous autres les nuages, soyez sages et allez-vous-en ;
C'est le jour du printemps…
C'est l'époque des tournées, du théâtre et des télés. Colette Deréal remplace même la speakerine Jacqueline Joubert en tant qu'animatrice de son émission Carte Blanche. Toutes les émissions célèbres l'accueillent Toute la Chanson, La Grande Farandole, Le Palmarès des chansons, Rendez-vous avec, Entrez dans la confidence, etc. Jean Gabin ne cesse de la réclamer au cinéma, il obtient gain de cause en 1969. Colette Deréal tourne à ses côtés Sous le signe du taureau, son dernier film.
En 1972, Colette Deréal propose une de ses œuvres pour en faire un feuilleton télévisé, qui devient Le Manège de Port-Barcarès. Onze des quinze épisodes de 13 minutes chacun sont diffusés au cours de l'été. Mais une grève de l'ORTF empêche la diffusion des quatre derniers épisodes. Colette Deréal gagne le procès qu'elle avait intenté au diffuseur. Elle tient dans ce feuilleton le rôle principal aux côtés de Marc Cassot et Gérard Barray. Elle y interprète également la chanson du générique.
Ne pouvant rester inactive, Colette devient journaliste à la Tribune de Monaco, s'occupe d'animaux (elle les adore) et peint pour son plaisir des tableaux qui ne sont pas destinés au public. Habitant à La Turbie (Alpes-Maritimes), cela lui donne l'occasion de rencontrer très souvent sa grande amie, Grace Kelly. Peut-être nostalgique de sa carrière de chanteuse, elle accepte de se produire à plusieurs reprises au Sporting Club de Monte-Carlo et, au nom de l'amitié, de chanter encore pour quelques privilégiés. Sa dernière apparition en scène date du 2 juillet 1985 au Kim Club à Cagnes-sur-Mer, chez ses amis de toujours Kim (Jean Martini) et Mario Lombardi, où elle s'est produite de 1977 à 1979.
Colette Deréal est auteur-interprète, parmi ses plus grands succès figurent notamment : À la Gare Saint-Lazare, Y'a plus d'enfants, Les Femmes à lunettes, Valse de Cambronne, Combien (R. Nyel / G. Verlor), Ne joue pas, Telstar et On se reverra qui lui vaut en 1962 le grand prix du disque de l'Académie Charles-Cros.
Elle passe ses dernières années à Cap d'Ail, près de Monte-Carlo. Elle mène une vie calme et sereine dans cette maison sur les hauteurs de Monaco, qu'elle venait d'aménager et dont elle avait dessiné les plans. Colette Deréal meurt le 12 avril 1988 à 6 heures du matin, terrassée par une crise cardiaque.
À la demande du comité du Vieux-Marseille, la ville de Marseille, par délibération du 28 juin 1993, attribue son nom à une rue de son 16e arrondissement.

## Filmographie

### Cinéma
- 1949 : Au royaume des cieux de Julien Duvivier : Lucienne, la chanteuse
- 1950 : Caroline dans ses meubles, court métrage de Marco de Gastyne
- 1951 : Le Bagnard de Willy Rozier : Emma
- 1951 : Musique en tête de Georges Combret et Claude Orval : Gisèle
- 1951 : Boîte à vendre, court métrage de Claude-André Lalande
- 1952 : Cet âge est sans pitié de Marcel Blistène : Monique
- 1952 : Sergil chez les filles de Jacques Daroy
- 1953 : Le Petit Garçon perdu (Little Boy Lost) de George Seaton : Nelly
- 1953 : Cet homme est dangereux de Jean Sacha : Constance
- 1954 : Votre dévoué Blake de Jean Laviron : Stella
- 1955 : Les Révoltés (Il mantello rosso) de Giuseppe Maria Scotese
- 1956 : Trois de la Canebière de Maurice de Canonge : Francine
- 1957 : Trois de la marine de Maurice de Canonge : Patricia
- 1957 : La Route joyeuse (The Happy Road) de et avec Gene Kelly : Hélène, la secrétaire d’Andrew
- 1957 : Ah ! Quelle équipe de Roland Quignon : Véra
- 1957 : Police judiciaire de Maurice de Canonge : Geneviève
- 1959 : La Belle et le Tzigane de Jean Dréville et Marton Keleti : Gladys Welles
- 1959 : Les Motards de Jean Laviron : Wanda
- 1968 : Sous le signe du taureau de Gilles Grangier : Rolande

### Télévision
- 1958 : Les Cinq Dernières Minutes, épisode D'une pierre deux coups de Claude Loursais : Jacqueline Carnoles
- 1958 : Les Cinq Dernières Minutes, épisode L'habit fait le moine de Claude Loursais : Éliane Bernet
- 1958 : Les Cinq Dernières Minutes, épisode Le théâtre du crime de Claude Loursais : Éliane Bernet
- 1959 : Les Cinq Dernières Minutes, épisode Sans en avoir l'air de Claude Loursais : Monika
- 1967 : Au théâtre ce soir : Mon bébé de Maurice Hennequin d'après Baby Mine de Margaret Mayo, mise en scène Jacques-Henri Duval, réalisation Pierre Sabbagh, Théâtre Marigny : Françoise
- 1972 : Le Manège de Port-Barcarès de Pierre Cosson (feuilleton) : Agnès Bellac

## Théâtre
- 1952 : Les Taureaux d'Alexandre Arnoux, mise en scène Georges Vitaly, Théâtre Montparnasse
- 1952 : La Petite Femme de Loth de Tristan Bernard, mise en scène Georges Vitaly, Théâtre Montparnasse
- 1956 : La Nuit du 4 août d'Albert Husson, mise en scène Christian-Gérard, théâtre Édouard VII
- 1969 : Le Bon Saint-Éloi de Pierrette Bruno, mise en scène Jacques Mauclair, Théâtre de la Potinière

## Iconographie
Le peintre Gerhard Richter a représenté Colette Deréal, tableau vendu 1 252 500 $ aux enchères chez Sotheby's New York le 12 octobre 2007, lot no 36, huile sur toile 90 par 90 ; bibliographie : catalogue raisonné de Angelika Thill et divers, Gerhard Richter Catalogue Raisonné vol. III no 34, 1993.